# لوئیس اریتا (بازیکن فوتبال)
لوئیس اریتا (انگلیسی: Luis Arrieta; ۸ مارس ۱۹۱۴ – ۹ ژوئیهٔ ۱۹۷۲) بازیکن فوتبال اهل آرژانتین بود.
از فیلم‌ها یا برنامه‌های تلویزیونی که وی در آن نقش داشته‌است می‌توان به دراگونبال اوولوشن اشاره کرد.
از باشگاه‌هایی که در آن بازی کرده‌است می‌توان به باشگاه فوتبال لانوس اشاره کرد.
وی همچنین در تیم ملی فوتبال آرژانتین بازی کرده‌است.